# Jane Stafford (chimiste)
Jane Stafford (née à Chicago le 27 novembre 1899, et morte à San Francisco le 28 septembre 1991) est une chimiste et journaliste médicale américaine. Elle a participé à la lutte pour les droits des femmes dans le domaine scientifique, dénonçant les écarts de salaire, valorisant les pionnières et explorant la conciliation carrière-famille.

## Biographie
Elle obtient un diplôme en chimie du Smith College en 1920. Entre 1922 et 1925, elle travaille comme technicienne chimiste à l'hôpital d'Evanston. En 1927, elle devient rédactrice adjointe pour la revue Hygeia.
En 1928, elle rejoint Science Service comme rédactrice médicale, où elle rédige une chronique nationale intitulée « Your Health - Here's How ». Elle écrit sur des sujets variés tels que le cancer, la poliomyélite, les maladies cardiaques, la grippe, les maladies sexuellement transmissibles et les vitamines.
En 1945, Jane Stafford cofonde la National Association of Science Writers et en devient la première femme présidente. Elle préside également le Women's National Press Club de 1949 à 1950.
En 1956, elle intègre le National Institutes of Health (NIH), où elle occupe divers postes liés à la diffusion d'informations médicales et biologiques,. En 1966, elle est nommée directrice adjointe du Bureau d'information du NIH. Elle enseigne aussi à d'autres rédacteurs scientifiques, rédige des rapports pour le Congrès et siège à des comités tels que celui du prix AAAS-George Westinghouse Science Writing Award.
Elle prend sa retraite en 1971 après une carrière marquée par son engagement dans des organisations professionnelles comme l'association des correspondants de la Maison-Blanche et l'American Public Health Association.

## Luttes contre le sexisme
Jane Stafford ne dénonce pas souvent le sexisme dans les professions scientifiques, sauf concernant les écarts de rémunération. Toutefois, les archives montrent qu’elle fait face à des obstacles liés au genre, comme l'exclusion de clubs réservés aux hommes, tels que le Cosmos Club,. En réponse, elle rédige un article sur les femmes dans les domaines de la science, de la technologie, de l'ingénierie et des mathématiques (STIM), où elle met en lumière les pionnières qui prouvent que les femmes peuvent contribuer à la science. Elle anime également une émission où elle aborde la compatibilité entre une carrière scientifique et la vie familiale pour les femmes.

## Distinctions
- 1946, Westinghouse Science Writing Award[2]
- 1955, Howard W. Blakeslee Award from the Press Association of the American Heart Association[2]

### Note
1. ↑  La référence précise « A native of Chicago ».